# Qoros

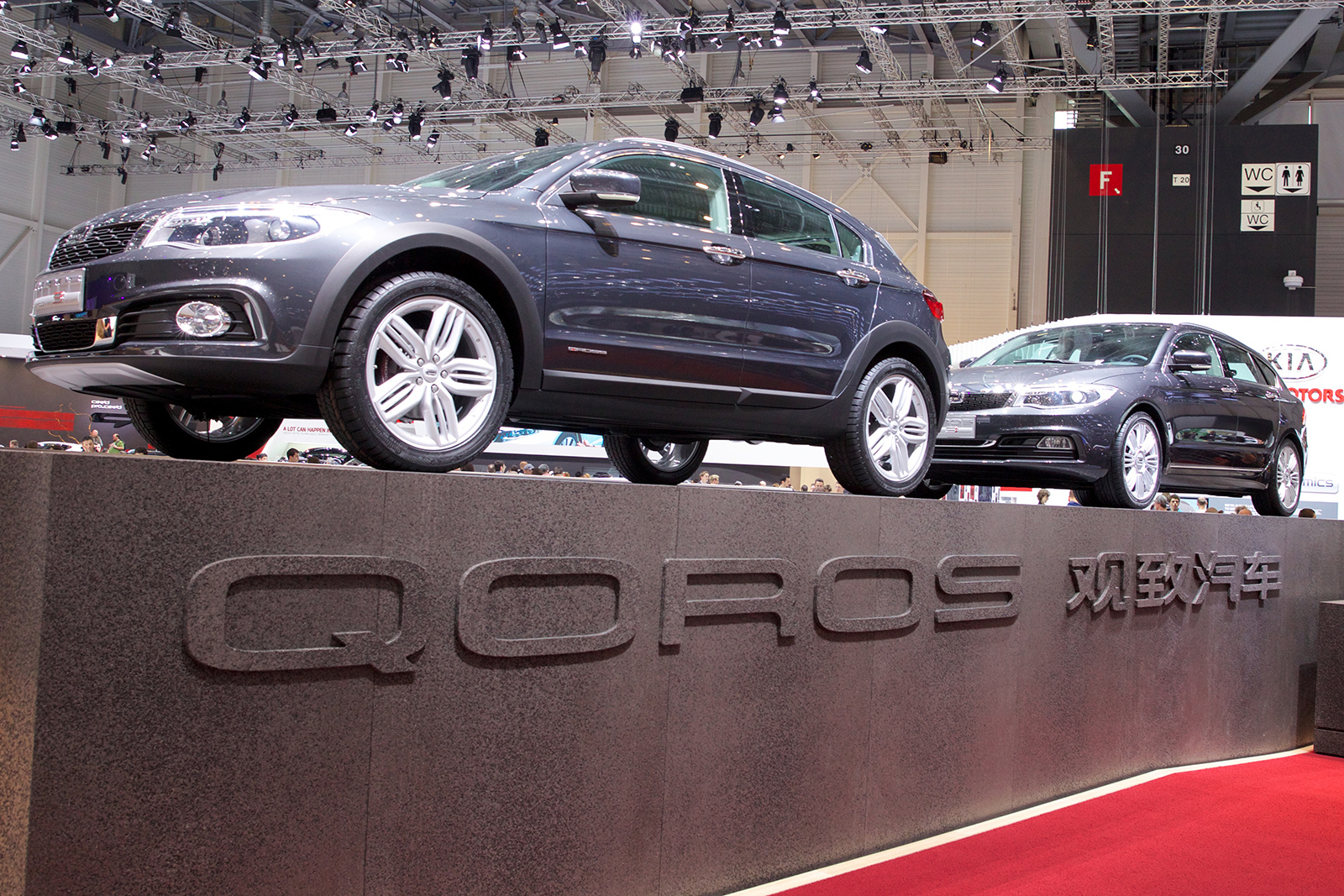
Europejska premiera Qorosa, Geneva Motor Show 2013

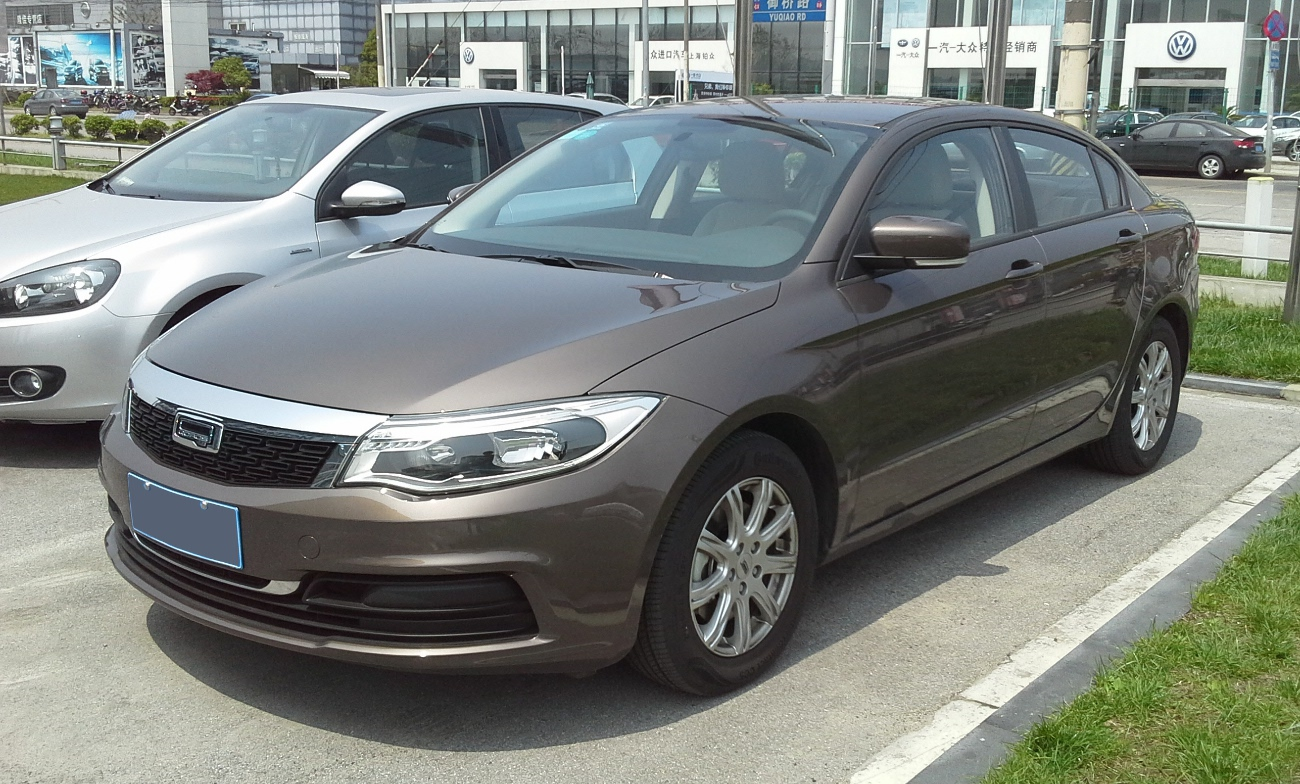
Qoros 3 (2013)

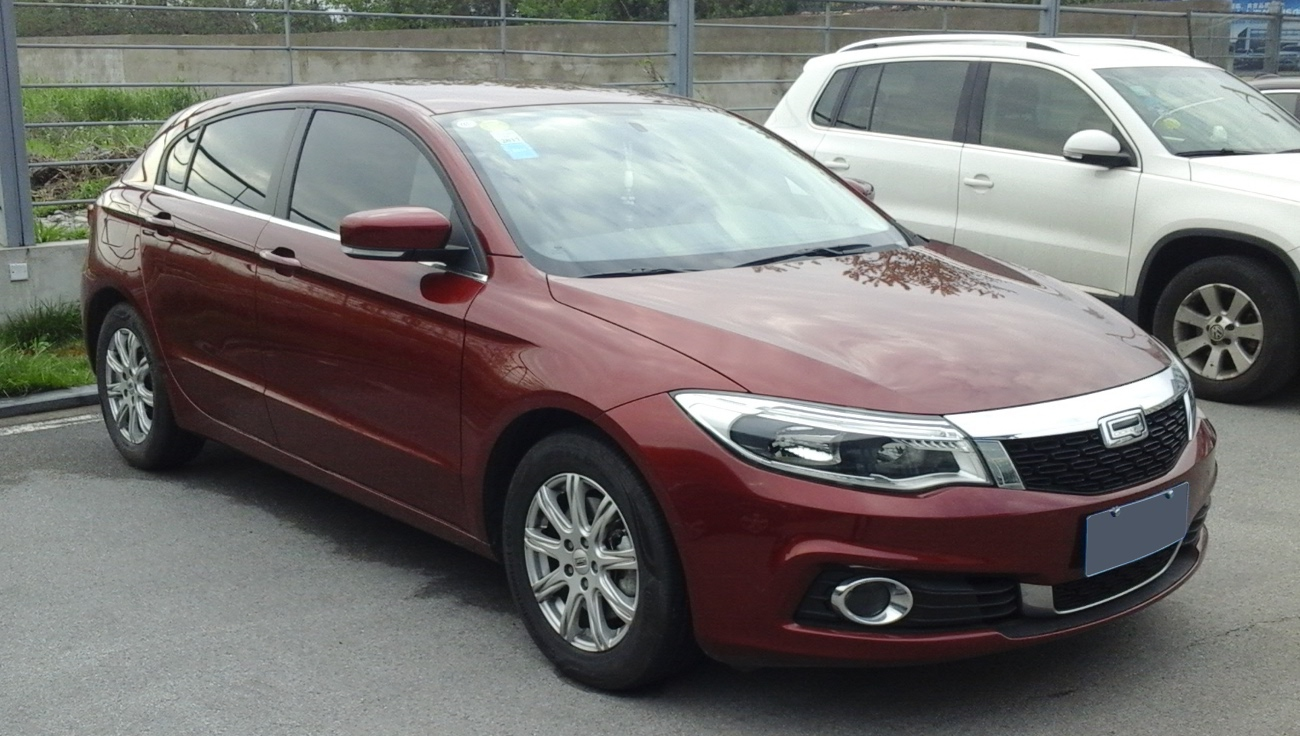
Qoros 3 Hatchback (2014)

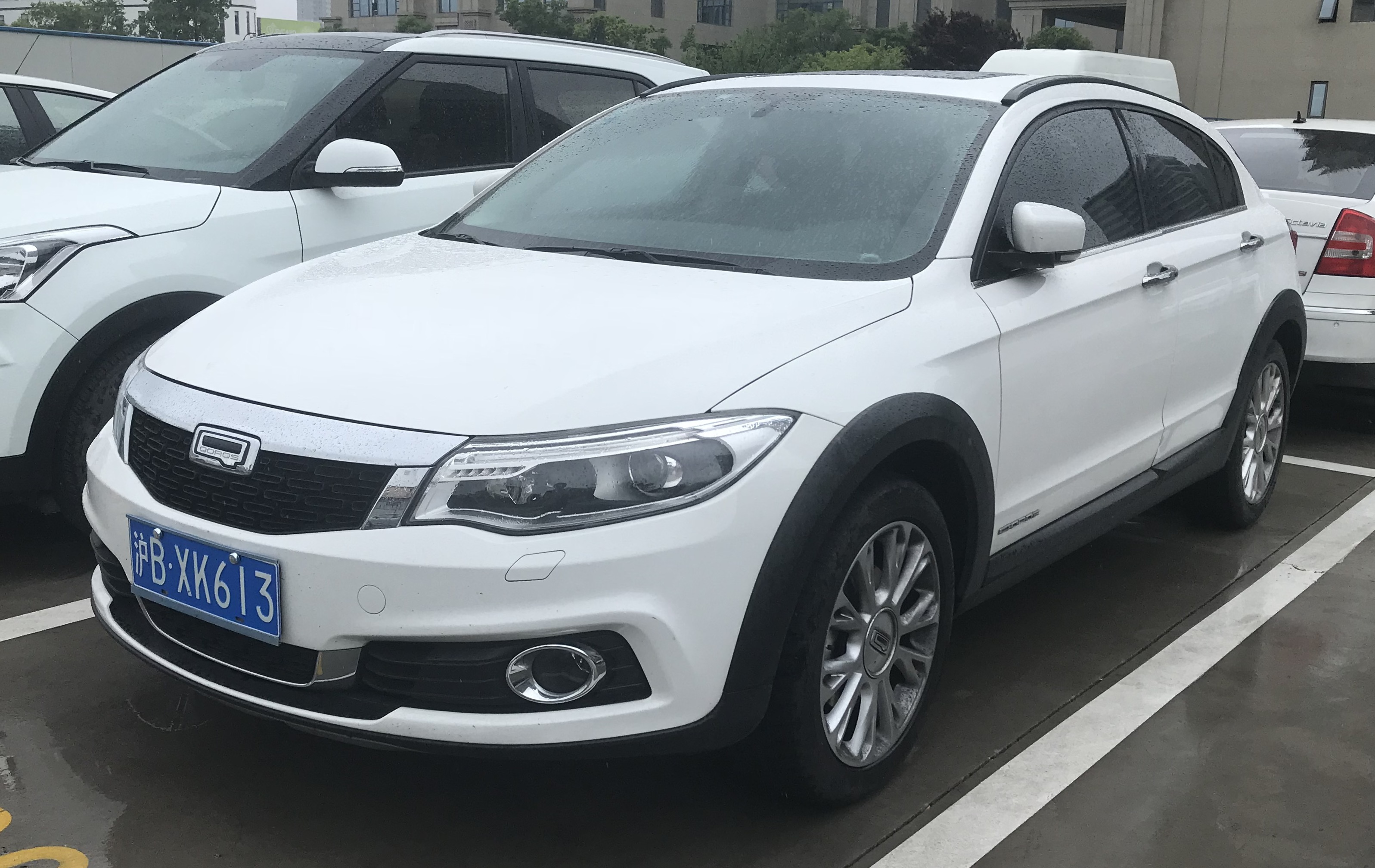
Qoros 3 City SUV (2015)

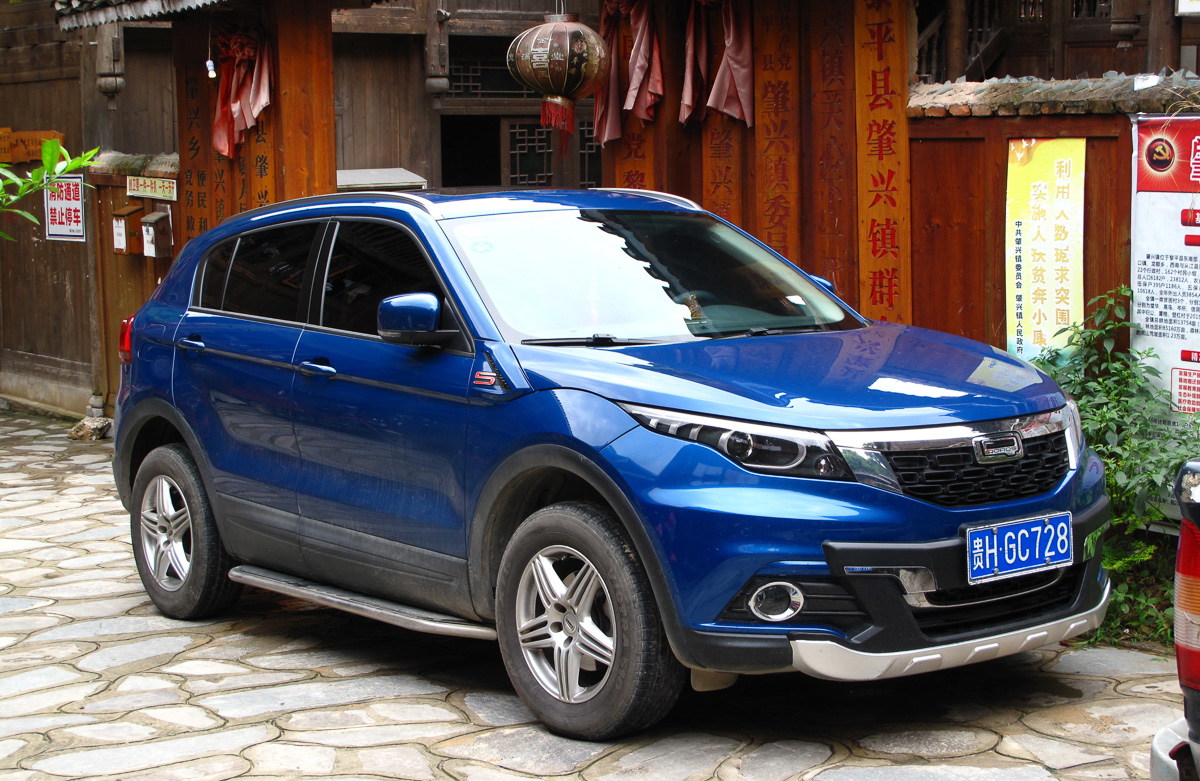
Qoros 5 (2016)

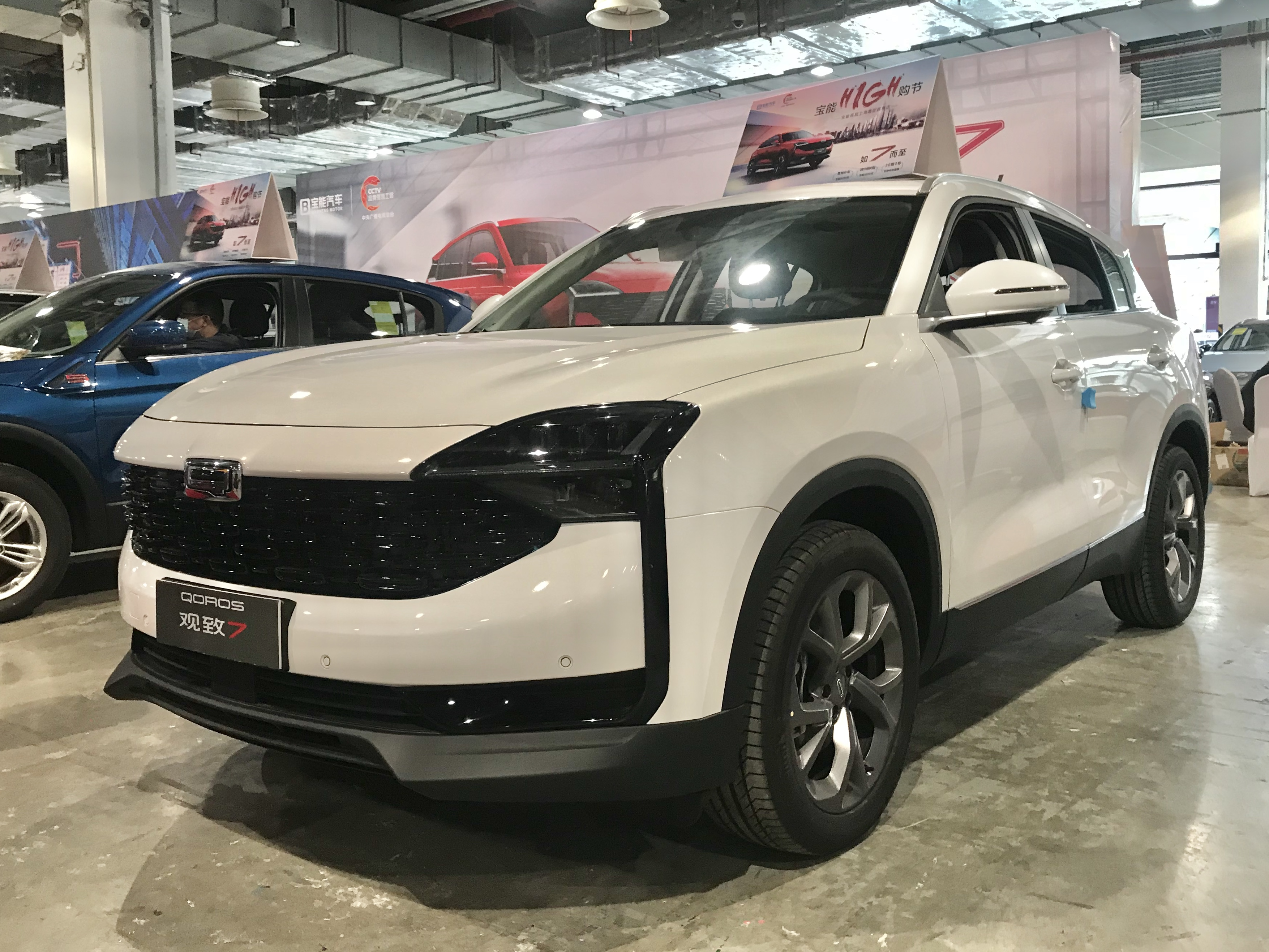
Qoros 7 (2020)

Qoros (chiń. upr. 觀致) – chiński producent samochodów osobowych, z siedzibą w Szanghaju, działający w latach 2007–2022. Należał do chińskiego joint venture między koncernami wielobranżowymi Baoneng Group i Kenon Holdings oraz motoryzacyjnym Chery Automobile.

## Historia

### Początki i plany ekspansji
W grudniu 2007 chiński koncern motoryzacyjny Chery Automobile zawiązał spółkę typu joint venture z izraelskim holdingiem wielobranżowym Israel Corporation pod nazwą Chery Quantum Automotive Corporation, inwestując w nią 1,5 mld USD. Celem przedsięwzięcia było wprowadzenie na rynek nowej marki samochodów opracowanej specjalnie z myślą o rynku europejskim, nawiązując współpracę z ugruntowanymi firmami z branży motoryzacyjnej. We wrześniu 2011 pierwszym, ważnym partnerem wspierającym w opracowywaniu przyszłych pojazdów została Magna Steyr. W listopadzie z kolei oficjalnie zainaugurowano powstanie marki Qoros, będącej także nową nazwą chińsko-izraleskiej spółki. 
Jeszcze z końcem 2011 roku opublikowano pierwsze fotografie głęboko zamaskowanych, przedprodukcyjnych prototypów pierwszego modelu Qorosa mającego wówczas trafić na rynek na początku 2013 roku. Do opracowania jego stylistyki zaangażowany został były głównego stylista Mini, Gert Hildebrand, rozwój techniczny koordynował Klaus Schmidt z BMW, a w kadrze zarządczej Qoros Auto znalazł się były wicedyrektor amerykańskiego oddziału Volkswagena, Volker Steinwascher. Pod koniec grudnia 2012 Qoros przedstawił pierwsze oficjalne fotografie i wstępne informacje na temat kompaktowego sedana pierwotnie nazywanego Qoros GQ3. Ostatecznie, światowa premiera marki wraz z jej pierwszym produktem finalnie nazwanym Qoros 3 odbyła się w marcu 2013 podczas Geneva Motor Show. Podczas debiutu firma zapowiedziała rozpoczęcie sprzedaży na europejskim rynku w 2014 roku, z planami ekspansji także na inne regiony jak Australia czy Azja Wschodnia. We wrześniu 2013 Qoros 3 pomyślnie przeszedł testy bezpieczeństwa Euro NCAP, zdobywając maksymalną ocenę 5 gwiazdek.

### Zarzucenie planów ekspansji i kryzys
Jeszcze przed planowanym rozpoczęciem pełnoskalowej sprzedaży w Europie, jesienią 2013 roku pierwszy salon Qorosa otwarto w słowackiej Bratysławie w ramach współpracy z prywatnym holenderskim importerem. W listopadzie tego samego roku, pomimo powstania słowackiego punktu, plany ogólnoeuropejskiego debiutu przesunięto na 2015 rok, a w pierwszej kolejności samochód trafił do sprzedaży w rodzimych Chinach. W marcu 2014 podczas kolejnej edycji Geneva Motor Show Qoros przedstawił drugą wersję nadwoziową modelu "3" w postaci hatchbacka, a także przedprodukcyjny prototyp trzeciego wariantu mającego skompletować gamę nadwoziową - kombi. W listopadzie tego samego roku, przy okazji chińskiej premiery uterenowionego wariantu Qorosa 3 Hatchback o przydomku "City SUV", Qoros poinformował o ponownym przełożeniu planów europejskiego debiutu na okres późniejszy niż druga połowa 2015 roku. Ostatecznie, ponad 2 lata po europejskim debiucie, w czerwcu 2015 roku chińska firma oficjalnie ogłosiła zarzucenie planów europejskiej ekspansji. Pilotażowa sprzedaż na Słowacji zakończyła się sprzedaniem w ciągu roku 51 samochodów, a ponadto firma znalazła się wówczas w trudnej sytuacji finansowej. Przekonanie europejskich klientów do nieznanej, chińskiej firmy uznano za nieopłacalne w obliczu większego potencjału na rodzimym rynku chińskim.
Już po ogłoszeniu pełnej koncentracji na rodzimym chińskim rynku, w listopadzie 2015 roku zaprezentowany został drugi model Qorosa mający zwiększyć popularność niszowej firmy. Kompaktowy crossover Qoros 5 trafił ostatecznie do sprzedaży w marcu 2016 roku. W sierpniu 2017 roku Qoros zaprezentował przedprodukcyjny prototyp Young, mający zwiastować trzeci produkt w gamie firmy wywodzący się bezpośrednio z gamy macierzystego Chery Automobile, bliźniaka Chery Tiggo 7. Samochód nie wykroczył z fazy przedprodukcyjnej, pozostając ostatnim produktem Qorosa zza czasów nadzoru koncernu Chery.

### Zmiana właściciela i upadłość
Na początku 2018 roku koncrn Chery Automobile przeprowadził rewizję swojej strategii wobec samochodów produkowanych w partnerstwie joint-venture. Podobnie jak w przypadku Cowin Auto, tak i w Qoros Auto został odsprzedany większościowy udział akcji, a Chery zredukowało swoją rolę tylko do mniejszościowego akcjonariusza. Kontrolę nad Qorosem przejął chiński holding Baoneng Group, a trzecim z kacjonariuszy stał się jeszcze inny holding, Kenon Holdings z Singapuru. Po tych zmianach dotychczas wytwarzane modele, Qoros 3 oraz Qoros 5, pozostały w produkcji jeszcze do początku 2020 roku, po czym wycofano je na rzecz pierwszego samochodu opracowanego już za nowych właścicieli. We wrześniu 2020 jedynym produktem Qoros stał się duży, średniej wielkości SUV Qoros 7, który miał być wstępem do dalszej modernizacji i rozbudowy gamy mającej po raz pierwszy poszerzyć się także o samochód elektryczny. Plany te uniemożliwiło załamanie się sytuacji finansowej Baoneng Group na początku 2021 roku, która skutkowała upadłością Qoros Auto i ogłoszeniem bankructwa przez przedsiębiorstwo w 2022 roku.

## Modele samochodów

### Historyczne
- 3 (2013–2020)
- 5 (2016–2020)
- 7 (2020–2022)

### Studyjne
- Qoros 3 Estate (2013)
- Qoros 2 (2015)
- Qoro Young (2017)
- Qoros Model K (2017)
- Qoros Mile 1  (2018)
- Qoros Mile II (2019)
- Qoros Milestone (2020)